# Liste des héritiers des trônes de Transjordanie et de Jordanie
Pour les articles homonymes, voir Trône (homonymie).
Cet article présente la liste des héritiers des trônes de Transjordanie et de Jordanie.

## Liste des héritiers des trônes transjordanien et jordanien

### Émirat de Transjordanie
| Rang | Portrait                                | Héritier | Période                                                   | Émir         | Maison                                                  |
| ---- | --------------------------------------- | --- | --------------------------------------------------------- | ------------ | ------------------------------------------------------- |
| 1    | Talal, prince héritier de Transjordanie | Talal ben Abdallah, prince héritier Né le 27 février 1909 à La Mecque (Empire ottoman) — Mort le 7 août 1972 à Amman (Jordanie) | 1er avril 1921 — 25 mai 1946 (25 ans, 1 mois et 24 jours) | Abdallah Ier | Maison al-Hashem (fils d’Abdallah Ier de Transjordanie) |

### Royaume de Transjordanie
| Rang | Portrait                                | Héritier | Période                                                  | Roi          | Maison                                                  |
| ---- | --------------------------------------- | --- | -------------------------------------------------------- | ------------ | ------------------------------------------------------- |
| 2    | Talal, prince héritier de Transjordanie | Talal ben Abdallah, prince héritier Né le 27 février 1909 à La Mecque (Empire ottoman) — Mort le 7 août 1972 à Amman (Jordanie) | 25 mai 1946 — 1er avril 1949 (2 ans, 10 mois et 7 jours) | Abdallah Ier | Maison al-Hashem (fils d’Abdallah Ier de Transjordanie) |

### Royaume de Jordanie
| Rang               | Portrait                              | Héritier | Période                                                       | Filiation          | Roi          | Maison                                             |
| ------------------ | ------------------------------------- | --- | ------------------------------------------------------------- | ------------------ | ------------ | -------------------------------------------------- |
| 3                  | Talal, prince héritier de Jordanie    | Talal ben Abdallah, prince héritier Né le 27 février 1909 à La Mecque (Empire ottoman) — Mort le 7 août 1972 à Amman (Jordanie) | 1er avril 1949 — 20 juillet 1951 (2 ans, 3 mois et 19 jours)  | Fils aîné du roi   | Abdallah Ier | Maison al-Hashem (fils d’Abdallah Ier de Jordanie) |
| 4                  | Hussein, prince héritier de Jordanie  | Hussein ben Talal, prince héritier Né le 14 novembre 1935 à Amman (Jordanie) — Mort le 7 février 1999 à Amman (Jordanie)        | 20 juillet 1951 — 11 août 1952 (1 an et 22 jours)             | Fils aîné du roi   | Talal        | Maison al-Hashem (fils de Talal de Jordanie)       |
| Succession ambiguë | Succession ambiguë                    | Succession ambiguë | Succession ambiguë                                            |                    | Hussein      |                                                    |
| 5                  | Abdallah                              | Abdallah ben Hussein Né le 30 janvier 1962 à Amman (Jordanie)                                                                   | 30 janvier 1962 — 1er avril 1965 (3 ans, 2 mois et 2 jours)   | Fils aîné du roi   | Hussein      | Maison al-Hashem (fils de Hussein de Jordanie)     |
| 6                  | Hussein, prince héritier de Jordanie  | Hassan ben Talal, prince héritier Né le 20 mars 1947 à Amman (Jordanie)                                                         | 1er avril 1965 — 24 janvier 1999 (33 ans, 9 mois et 23 jours) | Frère cadet du roi | Hussein      | Maison al-Hashem (fils de Talal de Jordanie)       |
| 7                  | Abdallah, prince héritier de Jordanie | Abdallah ben Hussein, prince héritier Né le 30 janvier 1962 à Amman (Jordanie)                                                  | 24 janvier — 7 février 1999 (14 jours)                        | Fils aîné du roi   | Hussein      | Maison al-Hashem (fils de Hussein de Jordanie)     |
| 8                  | Hamzah, prince héritier de Jordanie   | Hamzah ben Hussein (en), prince héritier Né le 29 mars 1980 à Amman (Jordanie)                                                  | 7 février 1999 — 28 novembre 2004 (5 ans, 9 mois et 21 jours) | Frère du roi       | Abdallah II  | Maison al-Hashem (fils de Hussein de Jordanie)     |
| Succession ambiguë |                                       | |                                                               |                    | Abdallah II  |                                                    |
| 9                  | Hussein, prince héritier de Jordanie  | Hussein ben Abdallah, prince héritier Né le 28 juin 1994 à Amman (Jordanie)                                                     | Depuis le 2 juillet 2009 (15 ans, 8 mois et 6 jours)          | Fils aîné du roi   | Abdallah II  | Maison al-Hashem (fils d’Abdallah II de Jordanie)  |